# آخرین قلعه (فیلم ۲۰۰۱)
آخرین قلعه (به انگلیسی: The Last Castle) فیلم اکشن درام به کارگردانی راد لوری، محصول سال ۲۰۰۱ است. رابرت ردفورد، جیمز گاندولفینی، مارک روفالو و دلروی لیندو بازیگران این فیلم هستند.
این فیلم در ۱۹ اوت ۲۰۰۱ در آمریکا اکران و در حدود ۲۸ میلیون فروش رفت.

## داستان
ژنرال یوجین ایروین (رابرت ردفورد) به دلیل امتناع در شرکت در جنگ خلیج فارس و نبرد در کشور عراق پس از شکنجه شدن به زندان می‌رود. او در طول داستان با سرهنگ وینتر(جیمز گاندولفینی) که رئیس زندان است به تقابل برمیخیزد چرا که رئیس زندان برخورد نامناسبی با زندانیان دارد.
ژنرال یوجین ایروین هم که از این بابت ناراحت شده با تشکیل تیم‌هایی از زندانی‌ها و آموزش آن‌ها راه را برای شورش در زندان باز می‌کند و زندانی‌ها را آماده مقابله می‌کند.(((البته هدف از شورش فرار از زندان نیست بلکه به زیر کشیدن رئیس زندان است (تحقیر کردن او) و هم چنین وارون برافراشتن پرچم آمریکا است)))
ژنرال یوجین ایروین طی نقشه ای‌ منظم و حساب شده ای اقدام به شورش می‌کند که صحنه‌های زیبایی را رقم میزند .
در این تقابل رئیس زندان شکست سنگینی متحمل می‌شود چون هم خسارت زیادی به زندان وارد شده هم سلطه او زیر سؤال میرود و بازداشت می‌شود, هم پرچم در زندان وارونه بر افراشته می‌شود.
در اخر نیز رئیس زندان با اسلحه خود یوجین ایروین را میکشد که همین امر باعث دستگیری او توسط نیروهای تحت امر خودش می‌شود.

## بازیگران و شخصیت‌ها
- رابرت ردفورد در نقش یوجین ایروین
- جیمز گاندولفینی در سرهنگ وینتر
- مارک روفالو در نقش یاتس
- دلروی لیندو در نقش بریگادیر جنرال ویلر
- رابین رایت